# رون هيلر
رون هيلر (بالإنجليزية: Ron Heller)‏ هو لاعب كرة قدم أمريكية أمريكي، ولد في 18 سبتمبر 1963 في غراس فالي في الولايات المتحدة.

## وصلات خارجية
- رون هيلر على موقع مرجع كرة القدم المحترفة.كوم (الإنجليزية)